# Arlie Schardt
Alfred E. „Arlie” Schardt (ur. 24 kwietnia 1895 w Milwaukee, zm. 2 marca 1980 w Clearwater) – amerykański lekkoatleta specjalizujący się w biegach długodystansowych, złoty medalista olimpijski.
Podczas I wojny światowej służył w stopniu porucznika w armii amerykańskiej stacjonującej we Francji. W 1919 r. zajął II miejsce w biegu milę w mistrzostwach Amerykańskiego Korpusu Ekspedycyjnego. W 1920 r. uczestniczył w letnich igrzyskach olimpijskich w Antwerpii, zdobywając złoty medal w biegu drużynowym na dystansie 3000 metrów. 
Rekordy życiowe:
- bieg na milę – 4:20,2 – 1917